# Reforma Iztaccíhuatl Norte
Reforma Iztaccíhuatl Norte es una colonia de clase media-alta del sur de Ciudad de México y una de las 37 colonias que conforman Iztacalco. Sus límites territoriales son al norte con Av. Santiago, al poniente con Eje 4 Sur Av. Plutarco Elías Calles, al suroriente con Playa Erizo, al sur con Playa Roqueta y al oriente con Eje 1 Oriente Av. Andrés Molina Enríquez y Playa Mocambo. Las colonias circundantes son al norte con Barrio San Pedro; al poniente con Moderna, Iztaccíhuatl, Villa de Cortés y Nativitas, pertenecientes a Benito Juárez; al sur con Militar Marte y al oriente con Barrio Santiago Sur.

## Nomenclatura
Una característica notable de la colonia Reforma Iztaccíhuatl Norte es que sus calles, andadores y avenidas llevan nombres de playas de Acapulco, Cancún, La Paz, Manzanillo, Mazatlán y Veracruz, puertos turísticos de gran importancia y ciudades portuarias de los estados mexicanos de Guerrero, Quintana Roo, Baja California Sur, Colima, Sinaloa y Veracruz respectivamente. Esta famosa denominación también la comparte con sus colonias vecinas Militar Marte, Reforma Iztaccíhuatl Sur y en menor medida, Barrio Santiago Sur.

## Población
Se estima que en la colonia se encuentran más de 5 mil habitantes con una edad media de 40 años y escolaridad mínima de media superior. La población fija es de más de 5 mil y la flotante es más de 2 mil personas que diariamente visitan o laboran en la colonia, alcanzando una cifra de un poco más de 8 mil habitantes en horas laborables.
Es considerada la sexta zona con mayor población de adultos mayores en la capital mexicana, ocupando la Militar Marte el primer lugar, debido a sus antecedentes históricos.
Sus habitantes se caracterizan por ser de ingresos medios-altos y altos al promedio capitalino por consecuencia de la calidad de vida de la colonia, y asimismo influye en la cantidad de escuelas y negocios del sector privado que se encuentran en ella.
A diferencia de otras colonias de Iztacalco, Reforma Iztaccíhuatl Norte se considera una zona segura debido a que sus fraccionamientos y calles suelen estar vigiladas de manera continua por seguridad privada solicitada por sus propios vecinos, autoridades de la misma alcaldía o en ocasiones de la Ciudad de México si se requiere. Los límites con Benito Juárez suelen ser muy transitados debido a que ahí emerge gran afluencia vehicular y peatonal, transporte público de otras zonas de la ciudad y esto le agrega plusvalía por las colonias que la rodean.

## Geografía física

### Límites
| Noroeste: Moderna, Iztaccíhuatl Benito Juárez | Norte: Barrio San Pedro Iztacalco | Nordeste: Barrio Santiago Sur Iztacalco |
| Oeste: Villa de Cortés Benito Juárez          |                                   | Este: Barrio Santiago Sur Iztacalco     |
| Suroeste: Nativitas Benito Juárez             | Sur: Militar Marte Iztacalco      | Sureste: Barrio Santiago Sur Iztacalco  |